# Владислав Глогувский
Влади́слав Глогу́вский (пол. Władysław głogowski; ок. 1420 — ок. 14 февраля 1460) — князь цешинский (1431—1442), севежский (1431—1442), глогувский (1431—1460), сцинавский (1431—1460) и бытомский (1431—1442), второй сын князя Болеслава I Цешинского и Евфимии Мазовецкой. Представитель цешинcкой линии династии Силезских Пястов.

## Биография
В мае 1431 года после смерти своего отца, князя цешинского Болеслава, Владислав вместе со своими братьями Вацлавом, Пшемыславом и Болеславом получил в совместное владение Цешинское, Севежское и половину Бытомского, Глогувского и Сцинавского княжеств. В 1431—1442 годах братья правили только формально, фактически управление всеми княжествами на правах регента занималась их мать Евфимия Мазовецкая (ум. 1447), вдова Болеслав I Цешинского.
29 ноября 1442 года после раздела отцовских владений между братьями Владислав получил во владение принадлежащие цешинским князьям половины Глогувского и Сцинавского княжеств, формально также сохранив титул князя цешинского. Он мало вмешивался в политику Цешинского княжество – фактически единственным проявлением его участия стало согласие на продажу его старшим братом Вацлавом I, князем Цешинским, Севежского княжества краковскому епископу Збигневу Олесницкому в 1443 году – и занимался исключительно делами своих княжеств.
В 1447 году князь Владислав Глогувский ездил в Краков, где участвовал в коронации нового польского короля Казимира Ягеллончика. В 1452 году он сопровождал императора Фридриха III в его поездке в Италию и, в том числе, посетил Пизу, где при его участии была восстановлена могила умершего в 1355 году в этом городе князя Владислава Цешинского.
Князь Владислав Глогувский поддерживал политику чешского короля Иржи из Подебрад. В споре между князьями Верхней Силезии и королем Чехии Йиржи из Подебрад он поддержал последнего. В августе 1459 года вместе с другими силезскими князьями Владислав Глогувский принёс вассальную присягу на верность чешской короне в Свиднице.
В ноябре 1459 года князь Владислав Глогувский участвовал в осаде города Вроцлава армией Йиржи из Подебрад, во время которой был тяжело ранен. Он скончался от последствий ранения примерно 14 февраля 1460 года, не оставив потомства.
Принадлежавшая Владиславу часть Глогувского и Сцинавского княжеств была разделена между его младшим братом Пшемыславом II (который стал фактическим правителем княжеств) и его вдовой Маргаритой Цельской, которая до своей смерти в 1480 году вынуждена была защищать свои владения от Яна II Безумного, князя Жаганьского.

## Семья
В декабре 1444 года князь Владислав Глогувский женился на Маргарите Цельской (1411—1480), единственной дочери графа Германа III Цельского (ок. 1380 — 30 июля 1426) от первого брака с Елизаветой фон Абенсберг (ок. 1377 — до 1423). Первым браком Маргарита была замужем за Германом I, графом Монфорт-Пфаннберг-Беренц (ум. 1435), от которого у неё было трое сыновей и одна дочь. Брак Владислава Глогувского и Маргариты был бездетным.